# Сан-Габріел-да-Кашуейра
Сан-Габріел-да-Кашуейра (порт. São Gabriel da Cachoeira, у 1952—1966 роках — Ваупес, порт. Uaupes) — місто у регіоні Ріу-Неґру бразильського штату Амазонас (Північ штату Амазонас). Населення — 37 896 мешканців (перепис 2010-го), площа — 109 183,4 км². Розташований у середній течії річки Ріу-Негру нижче впадіння до неї річки Ваупес.

## Клімат
Місто знаходиться у зоні, котра характеризується вологим тропічним кліматом. Найтепліший місяць — січень із середньою температурою 25 °C (77 °F). Найхолодніший місяць — червень, із середньою температурою 23.9 °С (75 °F).
| Клімат Сан-Габріела-да-Кашуейра | Клімат Сан-Габріела-да-Кашуейра | Клімат Сан-Габріела-да-Кашуейра | Клімат Сан-Габріела-да-Кашуейра | Клімат Сан-Габріела-да-Кашуейра | Клімат Сан-Габріела-да-Кашуейра | Клімат Сан-Габріела-да-Кашуейра | Клімат Сан-Габріела-да-Кашуейра | Клімат Сан-Габріела-да-Кашуейра | Клімат Сан-Габріела-да-Кашуейра | Клімат Сан-Габріела-да-Кашуейра | Клімат Сан-Габріела-да-Кашуейра | Клімат Сан-Габріела-да-Кашуейра | Клімат Сан-Габріела-да-Кашуейра |
| Показник                        | Січ.                            | Лют.                            | Бер.                            | Квіт.                           | Трав.                           | Черв.                           | Лип.                            | Серп.                           | Вер.                            | Жовт.                           | Лист.                           | Груд.                           | Рік                             |
| Абсолютний максимум, °C         | 36,4                            | 39                              | 35,8                            | 35,6                            | 34,4                            | 33,8                            | 39,4                            | 35,2                            | 35,2                            | 36,2                            | 37,3                            | 38,4                            | 39,4                            |
| Середній максимум, °C           | 30,7                            | 31                              | 30,8                            | 30,5                            | 29,8                            | 29,2                            | 29,2                            | 30,3                            | 31,3                            | 31,6                            | 31,5                            | 30,7                            | 30,6                            |
| Середня температура, °C         | 25                              | 25                              | 25                              | 25                              | 25                              | 24                              | 24                              | 25                              | 25                              | 25                              | 25                              | 25                              | 24                              |
| Середній мінімум, °C            | 22,5                            | 22,6                            | 22,6                            | 22,6                            | 22,4                            | 21,9                            | 21,6                            | 21,7                            | 22                              | 22,4                            | 22,6                            | 22,5                            | 22,3                            |
| Абсолютний мінімум, °C          | 19,8                            | 19,4                            | 17,8                            | 12                              | 17,7                            | 18,5                            | 16,6                            | 17,2                            | 19                              | 20                              | 19,8                            | 20                              | 18,2                            |
| Норма опадів, мм                | 277                             | 241                             | 261                             | 276                             | 309                             | 260                             | 243                             | 200                             | 172                             | 171                             | 198                             | 280                             | 2886                            |
| Вологість повітря, %            | 86.9                            | 85.9                            | 86.5                            | 87.7                            | 89.5                            | 90.2                            | 88.9                            | 87.2                            | 85.3                            | 84.6                            | 86                              | 86.9                            | 87.1                            |
| ------------------------------- | ------------------------------- | ------------------------------- | ------------------------------- | ------------------------------- | ------------------------------- | ------------------------------- | ------------------------------- | ------------------------------- | ------------------------------- | ------------------------------- | ------------------------------- | ------------------------------- | ------------------------------- |
| Джерело: Weatherbase            |                                 |                                 |                                 |                                 |                                 |                                 |                                 |                                 |                                 |                                 |                                 |                                 |                                 |